# Гнатчук Тарас
Тарас Гнатчук - родився в селі Южинець, Кіцманський район, Чернівці.

## Біографія
Тарас Гнатчук родився в селі Южинець, Кіцманський район, Чернівці. В дитинстві дуже захоплювався боксом. Закінчив дев'ятирічну Южинецьку ЗНЗ школу.
Кікбоксер Тарас Гнатчук став інтерконтинентальним чемпіоном серед професіоналів із кікбоксингу за версією WAKO в розділі К1 (ліміт вагової –  71.8 кг). Бій відбувся цими вихідними в Італії у місті Пескара.
Тарас Гнатчук, який провів 14 боїв, отримавши 13 перемог та 1 нічию, ще у листопаді 2019 року став чемпіоном Італії з кікбоксингу серед професіоналів у ваговій категорії до 71 кілограма.
Перший тренер чемпіона Сергій Хрептун –  викладач Кіцманської ДЮСШ і президент Чернівецької обласної федерації кікбоксингу WAKO.
Наразі буковинський спортсмен удосконалює майстерність під керівництвом тренера Діего Вольтоліна у спортивному клубі «Лоттаторі Мілано». Пишаємося нашим чемпіоном і бажаємо йому нових успіхів у спортивній кар'єрі